# Daniel Feik
Daniel Feik (* 14. Dezember 1986 in Scheibbs) ist ein österreichischer Komponist, Choreograph, Autor und Schauspieler.

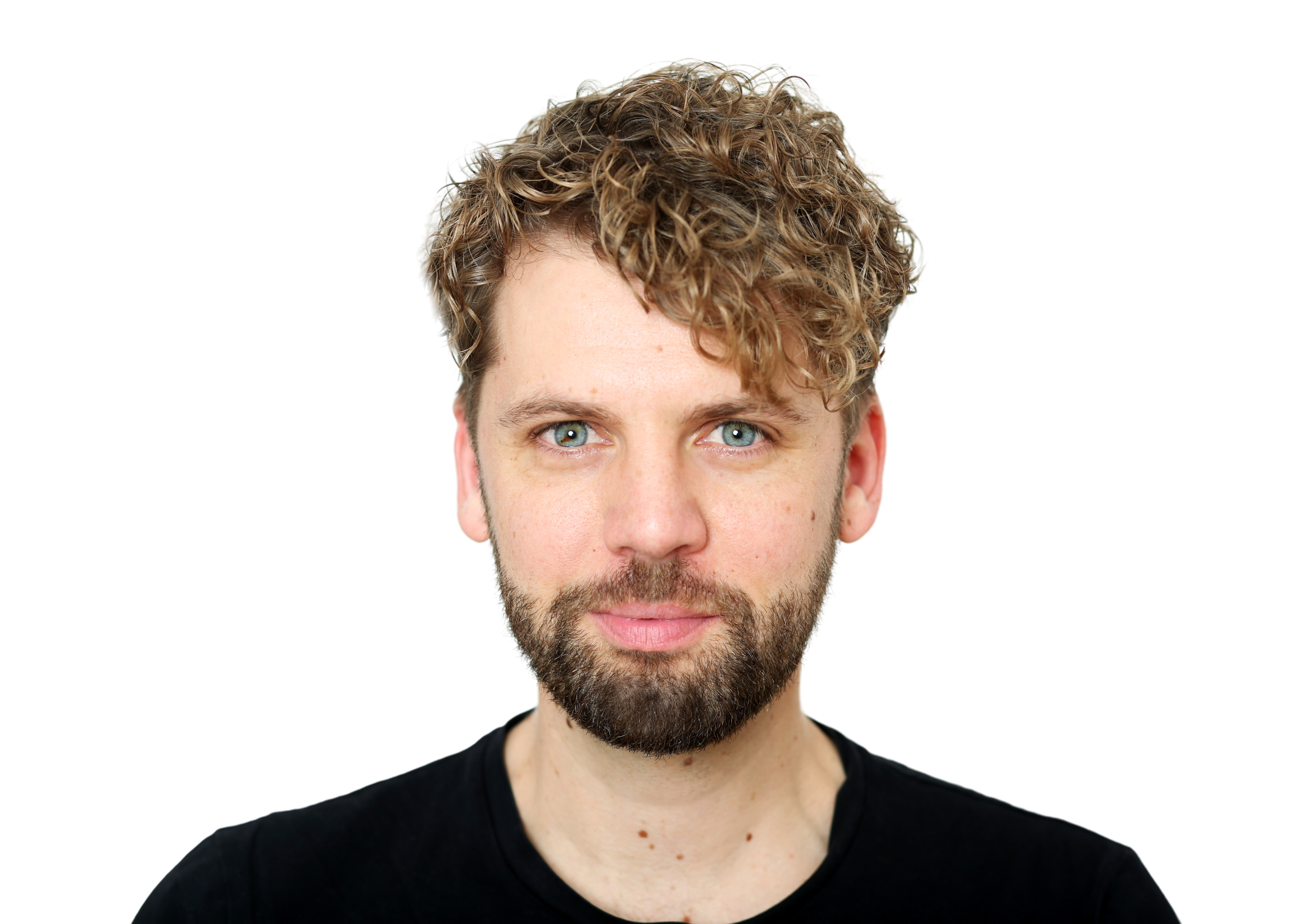
Daniel Feik, 2023

## Leben
Daniel Feik studierte bis 2005 am Konservatorium Wien klassisches Ballett und Modernen Tanz. Es folgte bis 2009 ein Musiktheater-Studium (ebenfalls am KWPU), bevor er 2010 nach München ging, um Filmmusik-Komposition (ADP) zu studieren. 2013 schloss er sein Studium ab und arbeitet seither als freischaffender Künstler für diverse Bühnen und Orchester.
Neben seinen Engagements als Darsteller und Choreograph schreibt Feik an eigenen Orchester-, Musiktheater- sowie Sprechtheater-Stücken und Chansons. 
Sein Stück Märchenstunde wurde unter anderem am Wiener Theater Ronacher gezeigt. 2013 war er Mitbegründer des Verein feiiik, der freie Theaterprojekte in Österreich und Deutschland realisiert. Sein Theaterstück APPetit (auch APPetit.cc), bei welchem er als Autor, Regisseur und Produzent tätig war, wird seit 2014 jährlich, bis zu 150 Mal, an Österreichischen Oberstufen-Schulen aufgeführt.
Sein Orchesterwerk Sucht aus dem Zyklus Fünf andere Sinne wurde zuletzt in der Wiener Residenz Zögenitz aufgeführt. Er komponierte die Hymne Mut zur Menschlichkeit als Auftragswerk für das Österreichische Rote Kreuz, die am 2013 im Wiener Rathaus vorgestellt wurde. 2015 komponierte er die Titelmusik für die ORF 1 Comedy-Serie Kalahari Gemsen.

## Werke

### Theater
Eigene Theaterstücke und Musik
- Eurydike*Orpheus, nach einer Geschichte von Daniel Feik, frei nach Ovid; Singspiel, Buch: Sarah Baum & Daniel Feik, Musik & Liedtexte: Daniel Feik[6]
- APPetit, Jugend Theaterstück, Produktion Umweltverbände NÖ, greenwitch&partners & feiiik, Buch & IdeeDaniel Feik[7][3]
- AndreasGraben, Theaterstück, Autor Daniel Feik[3][8]
- Das Vergessene Fest, Jugend Musical, Buch Holger Schober, Musik und Liedtexte Daniel Feik[3]
- Die Lüge, Theaterstück, Buch Florian Zeller, Musik Daniel Feik[3][9]
- Es rappelt in der Kiste, Ballett für Kinder, Buch Jana Püscher & Daniel Feik, Musik Daniel Feik[10]
- Good Bye, Fräulein Else!, Theaterstück, Buch Thomas Kahry, Musik & Liedtexte Daniel Feik[3][11]
- Märchenstunde, Musical, u. a. Ronacher Theater Wien, Buch, Musik & Liedtexte Daniel Feik[12][13]

### Fernsehen & Kino
- Kalahari Gemsen, Produktion ORF 1, Titelmusik Daniel Feik[3]
- Eröffnung Sporthilfe Gala 2023, ORF 1, Live aus der Wiener Stadthalle (Halle D), Komponist Daniel Feik

### Orchesterwerke
- Fünf andere Sinne, Orchesterzyklus, Komponist Daniel Feik[14][3]
- Mut zur Menschlichkeit, Orchesterzyklus[15]

## Ehrungen & Auszeichnungen
- Als Choreograph ist er Preisträger des „Körber Studio Junge Regie“ Preises des Hamburger Thaliatheaters.[16]
- Als Choreograph ist er Preisträger des "STELLA*23" Preises, für die Musical-Produktion Grimm, am Musiktheater in Linz[17].
- Sein Musical Märchenstunde war unter den Finalisten des Nachwuchs-Theater-Wettbewerbs 2010 des Theaters Drachengasse.[18]
- Sein Theaterstück APPetit cc wurde beim Phönix Preis 2018 für seine besonderen Nachhaltigkeit ausgezeichnet.[19][20]